# Macrogenioglottus alipioi
Macrogenioglottus alipioi е вид земноводно от семейство Leptodactylidae, единствен представител на род Macrogenioglottus.

## Разпространение
Видът е разпространен в Бразилия (Алагоас, Баия, Еспирито Санто, Рио де Жанейро, Сао Пауло и Сержипи).